# Порыв (фильм, 1971)
«Порыв» (узб. Шиддат) — советский чёрно-белый широкоэкранный художественный фильм 1971 года режиссёра Учкуна Назарова, снятый на киностудии «Узбекфильм».
Премьера фильма состоялась 17 апреля 1972 года. В СССР фильм посмотрело 11 млн зрителей.

## Сюжет
Следователь расследует покушение на председателя колхоза, обвиненного в различных противозаконных действиях. Круг подозреваемых сужается до двух человек, но в конце оказывается, что ранил его браконьеры, а не колхозники.

## В ролях
- Ульмас Алиходжаев — Ядгар
- Хамза Умаров — Рахим Джаббаров
- Гульчехра Джамилова — Манзура
- Бахтиёр Ихтияров — Алим
- Хайрулла Сагдиев — Мамат
- Хайрулла Лутфуллаев — Курбанов
- Наби Рахимов — Сабиров
- Вахаб Абдуллаев — Ярмат Наркузиев
- Рахим Пирмухамедов — Бурибай Муллябай
- Светлана Муратходжаева — Сановбар
- Солижон Ахмедов — Хасан
- У. Аллакулова — жена Алима
- Фархад Хайдаров — браконьер
- Хайыт Якубов
- М. Холмурзаев — капитан Холмурзаев
- Джавлон Хамраев — браконьер
- Уткур Ходжаев — инспектор